# Teatro Catia
El Teatro Catia es un espacio cultural dedicado a la representación de óperas, espectáculos musicales, culturales y obras de teatro. Forma parte del patrimonio histórico de Catia. Fue inaugurado en 1940 con la transmisión del largometraje Espérame (1932). Era un centro privado usado tanto para la transmisión de películas como para la presentación de obras de teatro.
A partir de los años 80, el recinto cultural fue convirtiéndose en centro para el comercio informal, dejando de lado la función para la que fue construido. El teatro fue deteriorándose hasta que cerró poco después.
A mediados del 2011, y tras 20 años de abandono, la Alcaldía de Libertador invirtió en el rescate del teatro. El plan incluyó dotación y restauración del recinto. Fue reabierto al público en enero de 2012.
En este recinto se celebró la edición 2013 del Festival de Teatro de Caracas, auspiciado por la Alcaldía del Munincipio Libertador.